# Intergastra

Logo der Intergastra

Die Initergastra (Eigenschreibweise INTERGASTRA) ist eine internationale Fachmesse für Entscheiderinnen und Entscheider sowie Fachkräfte aus Hotellerie und Gastronomie in Stuttgart. Sie findet im zweijährlichen Turnus statt, zuletzt vom 2. bis zum 7. Februar 2024.
Die Ausstellungsschwerpunkte sind Küchentechnik, Kaffee- und Eismaschinen, Reinigungs- und Umwelttechnik, Hoteleinrichtungen und Zimmerausstattungen, Gastronomieeinrichtungen für den Innen- und Außenbereich, Porzellan, Gläser, Stahlwaren, Tischwäsche, Tischdekoration, Rohstoffe, Hilfsmittel, Convenienceprodukte, Nahrungsmittel, Heißgetränke sowie alkoholische und alkoholfreie Getränke. Des Weiteren stellen Verkaufsförderung und Werbung, Unterhaltungs- und Animationsgeräte, EDV- und Abrechnungssysteme sowie Verlage und Verlagserzeugnisse Schwerpunkte dar.
Im Rahmen der Messe finden verschiedene Rahmenprogramme und Wettbewerbe statt. Daneben gibt es Sonderflächen zu den fest etablierten Sonderthemen Speiseeis (Gelatissimo), FokusHotel und Kaffee (Stuttgart Coffee Summit).
Die Initergastra ist eine der wichtigsten Fachmessen für das gastgebende Gewerbe in Europa.